# Maculiparia huilensis
Maculiparia huilensis är en insektsart som beskrevs av Frédéric Carbonell 2002. Maculiparia huilensis ingår i släktet Maculiparia och familjen Romaleidae. Inga underarter finns listade i Catalogue of Life.